# Cuphea carthagenensis
Cuphea carthagenensis är en fackelblomsväxtart som först beskrevs av Nikolaus Joseph von Jacquin, och fick sitt nu gällande namn av James Francis Macbride. Cuphea carthagenensis ingår i släktet blossblommor, och familjen fackelblomsväxter. Inga underarter finns listade i Catalogue of Life.

## Bildgalleri

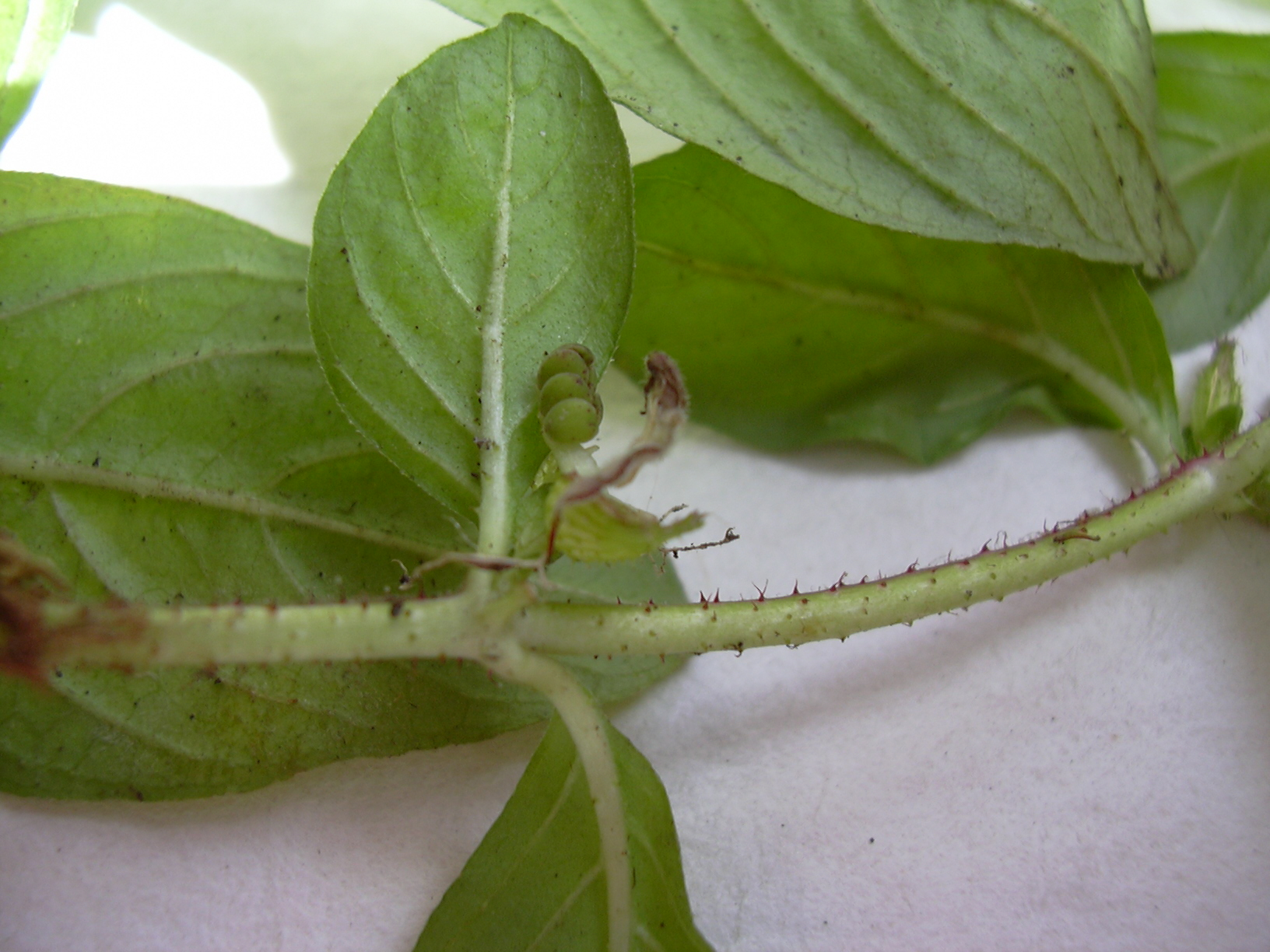
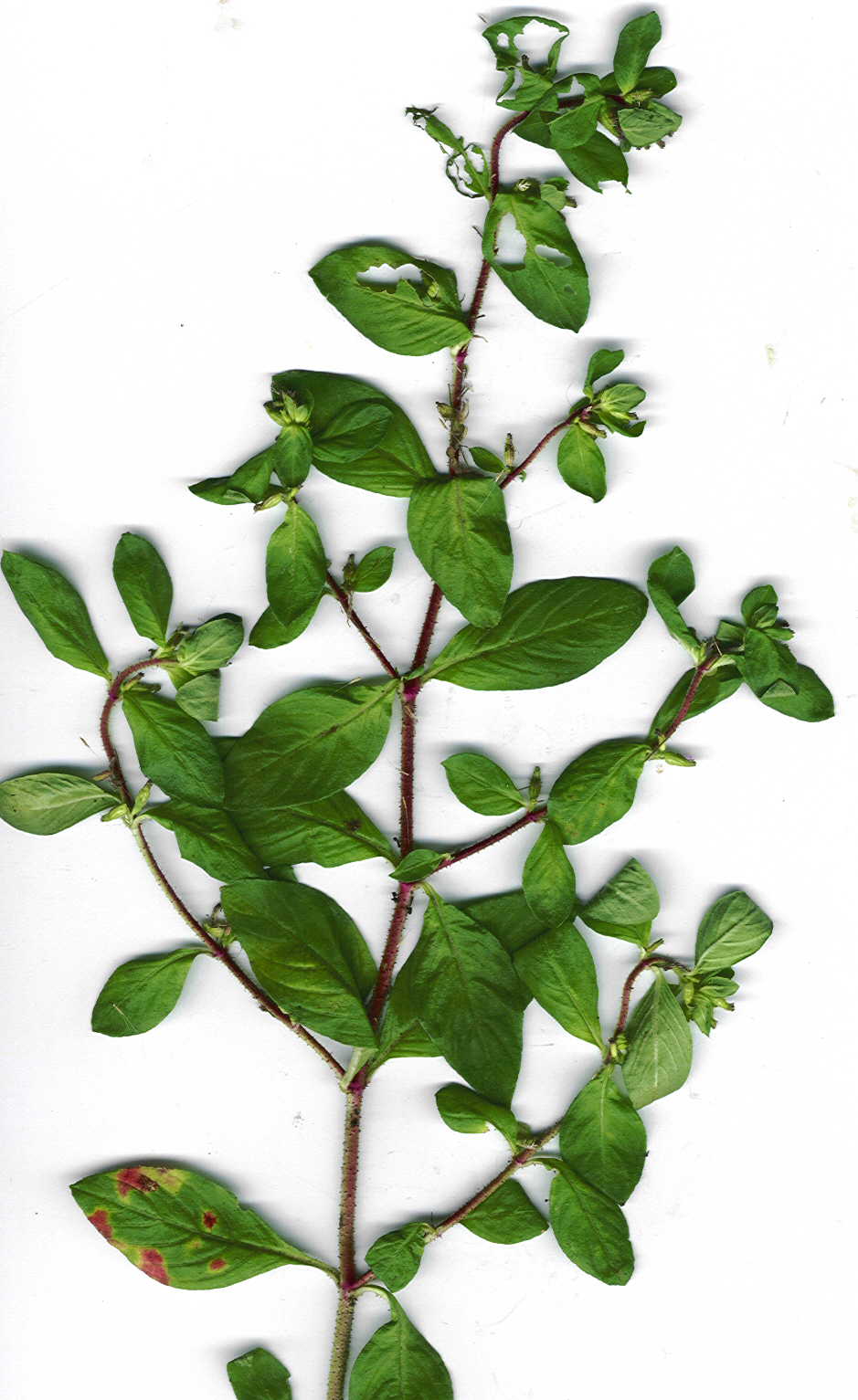
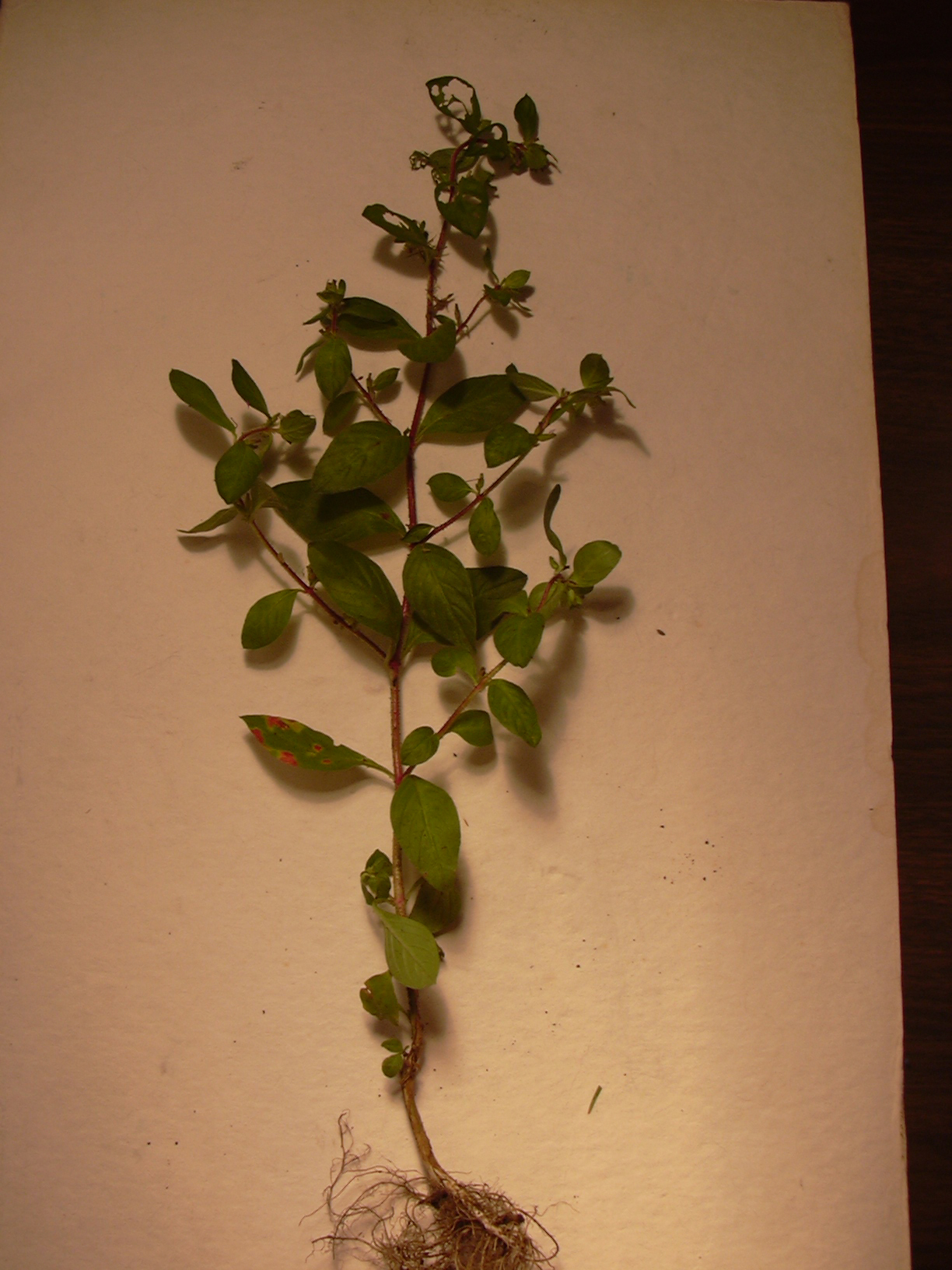
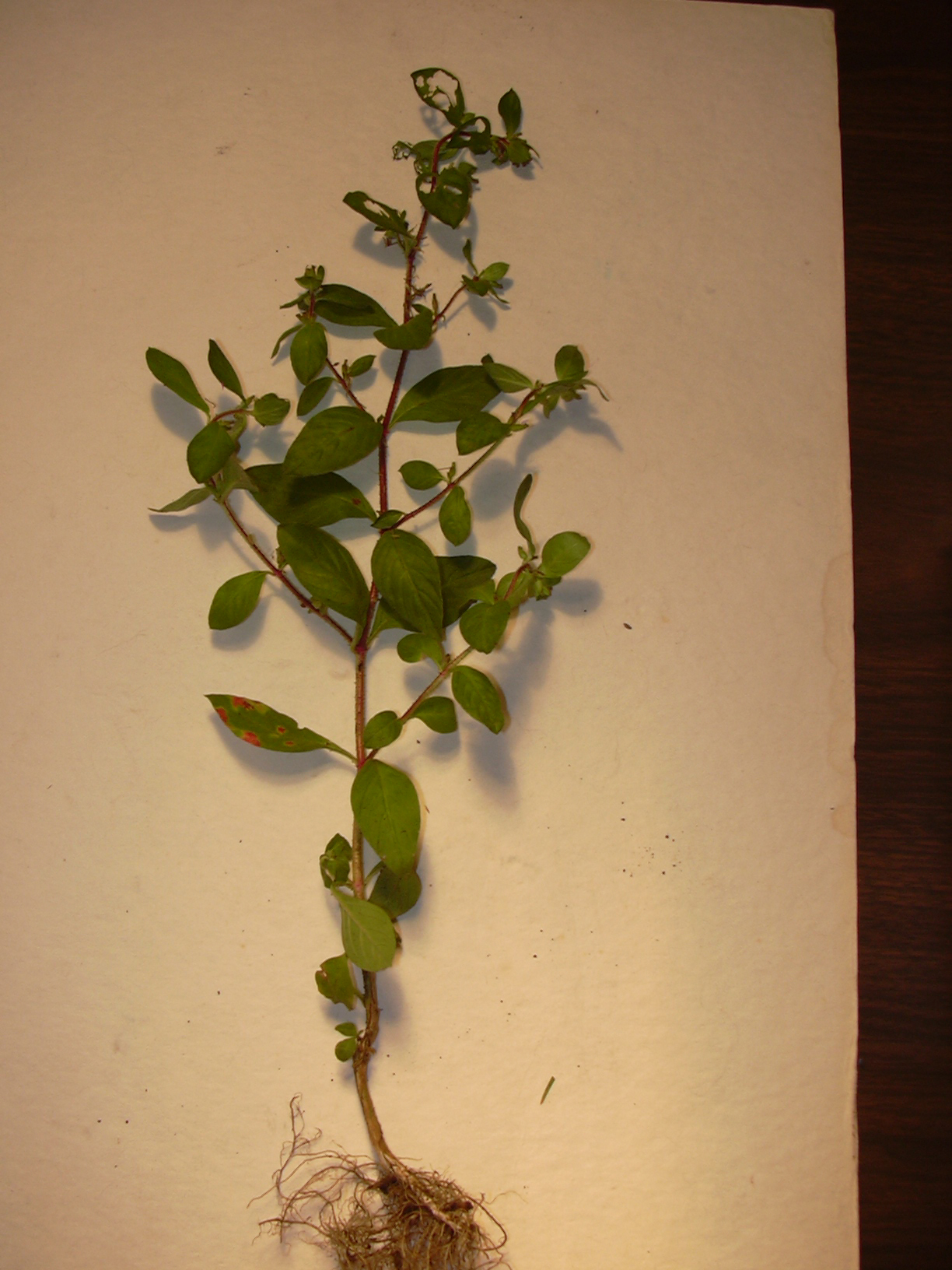